# Лексико-синтаксичний спосіб словотворення
Ле́ксико-синтакси́чний спо́сіб словотво́рення, або ле́ксико-синтакси́чний словотві́р, — неморфологічний спосіб словотворення, що полягає в поступовому зрощенні синтаксичного словосполучення в одне слово. Скажімо, у процесі зрощення (інакше кажучи, лексико-синтаксичного словотвору) складеного числівника утворився числівник дванадцять (пор. праслов'янське словосполучення *d(ъ)va na desęte). Порівняйте також двісті, горілиць, чимдуж тощо.